# Huttusaari (ö i Södra Savolax, Nyslott, lat 61,90, long 29,49)
Huttusaari är en ö i Finland. Den ligger i sjön Puruvesi och i kommunen Nyslott i  landskapet Södra Savolax, i den sydöstra delen av landet, 300 km nordost om huvudstaden Helsingfors. Öns area är 1,2 hektar och dess största längd är 170 meter i öst-västlig riktning.